# يو إف سي ليلة القتال: لينيكر ضد دودسون
يو إف سي ليلة القتال: لينيكر ضد دودسون (بالإنجليزية: UFC Fight Night: Lineker vs. Dodson)‏ هو حدث لفنون القتال المختلطة نظمته يو إف سي، أُقيم في 1 أكتوبر 2016، على مودا سنتر في بورتلاند، أوريغون، الولايات المتحدة.